# Téléavia

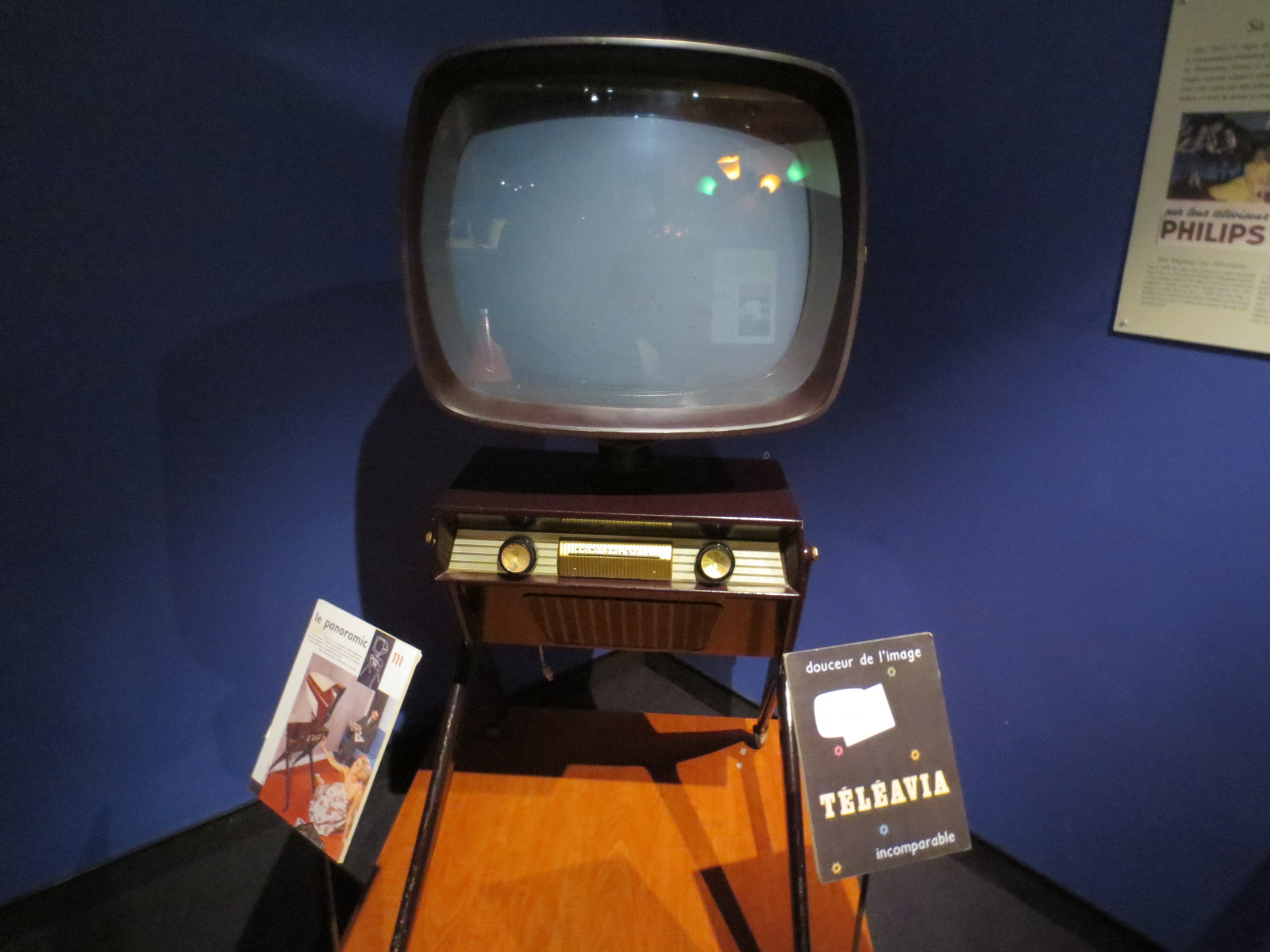
Un Téléavia de 1957, design de Ph. Charbonneaux

Téléavia est une société et une marque de téléviseurs français des années 1950-1980. Elle est créée par la société Sud-Aviation, et est plus tard absorbée par Thomson.

## Conception
Les téléviseurs Téléavia sont réputés pour leur design, œuvre de Philippe Charbonneaux, puis de Roger Tallon à partir de 1965.

## Slogan et référence culturelle
Un des slogans de la marque fut : « Téléavia, l’esthétique compte aussi » (préfiguration de la notion de design).
La marque est citée dans le film de 1964 Une femme mariée de Godard, où l'actrice Macha Méril dit à propos de son téléviseur : « On a un poste formidable. La technique du froid au service de l'aviation. Téléavia. » ; un peu plus loin dans le film, la citation devient (sans doute plus exacte) : « La technique de l'aviation au service de la télévision ».